# 524 TCN
524 TCN là một năm trong lịch La Mã.